# 天主教昂古萊姆教區
天主教昂古萊姆教區（拉丁語：Dioecesis Engolismensis）是法國一個羅馬天主教教區，屬普瓦捷總教區。
傳統上認為教區於4世紀成立，位於夏朗德省，2004年有教友264,000人（佔轄區總人口75.0%）、八十八個堂區、八十六名司鐸。現任教區主教為克勞德·尚·皮耶爾·達讓。